# أولمبيا براون
أولمبيا براون (بالإنجليزية: Olympia Brown)‏ (5 يناير 1835-23 أوكتوبر1926) كانت وزيرة وسفرجات أمريكية (منادية بمنح المرأة حق الاقتراع)، وكانت أول امرأة تُعين إكليروس (رجال الدين الذين كرسوا حياتهم للأنشطة الدينية داخل الإطار المؤسسي الكنسي) بتأييد وموافقة طائفتها.
كانت براون أيضًا مدافعةً صريحةً عن حقوق المرأة وواحدةً من السفرجات القلة المنتمين إلى الموجة النسوية الأولى التي استطاعت التصويت بإقرار التعديل التاسع عشر لدستور الولايات المتحدة الأمريكية (منح هذا التعديل الحق في التصويت لنحو 26 مليون امرأة أمريكية في الوقت المناسب للانتخابات الرئاسية الأمريكية عام 1920).

## بداية حياتها وتعليمها
وُلدت أولمبيا براون في 5 يناير 1835 في بلدة برايري روند في ولاية ميشيغان. كانت براون الكبرى بين أربعة أطفال، وكان والداها ليفيا وآسا براون مزارعين فيما كان يُعتبر آنذاك أرضًا حدودية، وكانا خالة وعم جد الرئيس الأمريكي جون كالفين كوليدج.
ربت ليفيا أطفالها في منزل يبجّل الدين والتعليم ويعتبرهما أمرين مهمين جدًا، ويتضح ذلك من تشييد مدرسة على أراضي عائلة براون.
أجبرها دافع التعليم الذي غرسته أمها فيها على إنهاء دراستها الثانوية والتقدم إلى المستوى الجامعي. قررت براون وشقيقتها الصغرى أويلا التقدم إلى كلية ماونت هوليوك للإناث، وكان كل ما تأمل به براون هو كلية ماونت هوليوك والتعليم الجامعي.
خففت القيود التي فُرضت على نساء كلية ماونت هوليوك من حماسها، وشملت هذه القيود قائمة من أربعين قاعدة، وإلغاء جمعية محو الأمية التي أسستها براون، إضافةً إلى القيود الدينية.
لعل أفضل مثال على تفكير هذه المدرسة كان كلمات بروفيسور الكيمياء: «ليس من المتوقع منكنّ تذكُر كل هذا، ويكفي فقط تذكُر ما يكفي لجعلك ذكية في المحادثة».
بحثت براون، التي كانت تعرف بالفعل أنها تستطيع مواجهة تحديات التعليم العالمي، في مكان آخر.
وضعت براون تجاربها في كلية ماونت هوليوك جانبًا، والتحقت بكلية أنطاكية، وبمجرد أن بدأت تعليمها فيها أدركت أن عليها الوصول إلى معايير أعلى.
تعلمت براون أيضًا أنه رغم الطبيعة التقدمية في أنطاكية، ما زالت توجد أشكال من التمييز، على سبيل المثال، في صف براون للغة الإنكليزية لم يكن مطلوبًا من النساء حفظ الخطب، ولتتحدى ذلك الوضع، ألقت براون خطبها من الذاكرة تمامًا كما فعل الرجال.
ربما كان الإنجاز الذي توّج نشاطات براون أثناء وجودها في أنطاكية هو أنها استطاعت إقناع مثلها الأعلى أنطوانيت براون لاكويل (فيلسوفة وكاهنة وكاتبة أمريكية) على التحدث في أنطاكية.
حالما أنهت براون دراستها في أنطاكية، قررت أن يكون مطلبها الجديد أن تصبح كاهنة، وبعد حالات رفض لا حصر لها، قُبلَت في المدرسة اللاهوتية في جامعة سانت لورنس (واحدة من المعاهد الدينية الشمولية الثلاث) رغم أن رئيس المدرسة إيبنزر فيشر أوضح أنه لا يؤمن بحق النساء أن يصبحن كاهنات.
وصلت براون إلى حرم جامعة سانت لورنس في عام 1861 وتخرجت في عام 1863 لتصبح أول امرأة تتخرج من مدرسة لاهوتية عريقة.
مرة أخرى واجهت براون اعتراضات من أطراف عديدة، شملت هذه الأطراف زملاءها الطلاب وزوجات أعضاء هيئة التدريس. اعتبرت براون كل هذه الأمور تحدٍ لها، وبعد عامها الأول حازت على القبول وأنهت دراستها.

## وصلات خارجية
- أولمبيا براون على موقع الموسوعة البريطانية (الإنجليزية)
- أولمبيا براون على موقع إن إن دي بي (الإنجليزية)